# Claude Baduel
Pour les articles homonymes, voir Baduel.
Claude Baduel, ou encore Claudius Baduellus en latin, né à Nîmes en 1499 environ, et mort à Genève en 1561, est un écrivain français, devenu genevois en 1556.

## Biographie
Devant son éducation aux bienfaits de la reine de Navarre, sœur de François Ier, ainsi que l'atteste une lettre de cette princesse, il en profita si bien qu'il s'éleva de bonne heure à un rang distingué parmi les professeurs de l'université de Paris. Lorsqu'en 1539, le roi établit un collège des arts à Nîmes, la place de recteur lui fut offerte, et, quoique les honoraires en fussent de moitié moindre que le traitement dont il jouissait, il n'hésita pas à se rendre aux vœux de ses concitoyens. 
En 1555, il se retira à Genève pour pouvoir professer en paix le calvinisme, qu'il avait embrassé l'un des premiers et auquel il était très attaché. Il se fit même recevoir ministre : on lui donna une église à desservir et une chaire de philosophie et de mathématiques. Là, comme à Nîmes, il partagea son temps entre ses devoirs et la composition d'ouvrages d'éloquence et de littérature. Il fut reçu bourgeois de Genève en 1556. 
Professeur protestant qui donna une traduction des sermons de Calvin, il fut un bon orateur et excellent latiniste. Claude Baduel mourut à Genève, en 1561.

## Publications
Tous ses ouvrages sont écrits en latin ; le style en est élégant et pur : la liste s'en trouve dans l' Histoire littéraire de Genève, par Jean Senebier ; les principaux sont : 
1. Oratio funebris in funere Floreltœ Sarrasiœ habita rpitaphia nonnulla de eadem, 1542. Ce discours fut dédié à la reine de Navarre. Elle avait honoré Florette de Sarrat d'une affection particulière, et l'orateur saisit cette occasion d'offrir un hommage public de sa reconnaissance à la princesse qui l'avait comblé de bienfaits. Son ouvrage a été traduit en français par Ch. Rozel, Lyon, 1546, in-4°.
2. De ratione vitae studiosae ac literatae. Lyon, chez Sébastien Gryphe, 1544;  Lipsiae (Leipzig), Iohannes Steinmann, 1577, 1581. Ouvrage sur le mariage des gens de lettres. Un professeur de Leipzig, nommé Grégoire Bresman, y a mis une préface où l'auteur et le livre sont fort loués. Il y relève l'excellence du mariage, et y montre les désordres qui accompagnent d'ordinaire le célibat; il réfute ceux qui disent que le mariage ne convient pas aux gens de lettres, vu que c'est un état qui les détourne de l'étude. Il nous apprend qu'il avait choisi cet état et il donne des conseils touchant le choix d'une femme à ceux qui voudront conjoindre, comme il les y exhorte puissamment les plaisirs d'un doux hymen avec la profession des lettres. Il dit que Guillaume Bigot, homme bien versé dans les matières de médecine et de physique, avait promis un traité sur le fait que l'homme, sans le mariage, ne saurait vivre en santé. Traduit en français par Guy de la Garde, Paris, 1548, in-8°.

## Source
- « Claude Baduel », dans Louis-Gabriel Michaud, Biographie universelle ancienne et moderne : histoire par ordre alphabétique de la vie publique et privée de tous les hommes avec la collaboration de plus de 300 savants et littérateurs français ou étrangers, 2e édition, 1843-1865 [détail de l’édition]